# أرمينوكوريون (فلورينا)
أرمينوكوريون (Αρμενοχώριον) هي مدينة في فلورينا في مقاطعة فوريا إلادا في اليونان.
يبلغ عدد سكانها حوالي 1064 نسمة.